# 星屑ニーナ
『星屑ニーナ』（ほしくずニーナ）は、福島聡による日本のSF漫画作品。エンターブレイン発行の隔月誌『Fellows!』volume10Aより連載を開始し、同誌が『ハルタ』へと誌名を変更した2013年Vol.1からVol.8まで連載された。単行本は全4巻。

## あらすじ
ゴミ捨て場に投棄されて、過去の記録（メモリー）が消滅してしまったロボットの星屑（ほしくず）。彼を拾った美少女ニーナはロボットの主人とならず、先生として、星屑を成長させることにした。

## 特徴
1話経るごとに「3年後」、「50年後」と、作中の時間がとても早く進んでいく。少女は大人の女性へと成長し、周囲の環境もよりSF的な世界観へと変わる。人間たちは死んでいくが、ロボットの星屑は死なない。これにより、読者にとっては、まるで神様の視点から世界のうつろいを眺めているような感覚を受けている。

## 登場人物
星屑（ほしくず）
人間に仕えることを目的に作られた、小間使い用ロボット。電池で稼働するが、電力を失うと動きが止まり、記録もすべて消去されてしまう。
ニーナ
記録を取り戻した星屑の、最初の主人。自分では主人はいやだといい、先生として星屑が成長するための手助けをする。美少女で天然。
タイヘー（太平）
成長後のニーナと駆け落ち結婚した男性。働かず、ニーナの稼ぎでのんびりと暮らす、いわゆるニート。